# ماکس دالبان
ماکس دالبان (انگلیسی: Max Dalban; ۲۷ مهٔ ۱۹۰۸ – ۹ فوریهٔ ۱۹۵۸) بازیگر اهل کشور فرانسه بود.
از فیلم‌ها یا برنامه‌های تلویزیونی که وی در آن نقش داشته‌است می‌توان به تونی، رقص کن کن فرانسوی، زیبایی‌های شب، بودوی نجات‌یافته از آب، زن هرزه، رونق پاریس، شوتار و همراهان، شب در چهارراه، زندگی از آن ماست، و عاشقان ورونا اشاره کرد.